# Taija Rae
Taija Rae (nacida con el nombre de Tianna Reilly el 29 de enero de 1962) es el nombre artístico de una antigua actriz pornográfica estadounidense, popular a finales de los años 80. A veces aparecía en los títulos de crédito como Tanja Rae, Taja Rae, Taija Rea, o Taija Ray.
Taija Rae nació y se crio en Filadelfia, Pensilvania, Rae entró en la industria del entretenimiento para adultos en 1983, después de ser descubierta por una empresa de cazatalentos de Filadelfia, Lynx Manegement. La primera parte de su nombre artístico, proviene de una coctelería donde ella trabajó antes de dedicarse al porno.
El apellido Rae, fue un tributo a Fay Wray, la actriz de la película King Kong. Después de una prueba fotográfica en la ciudad de Nueva York, Rae rápidamente entró en la industria del cine para adultos en Nueva York y estuvo ocupada realizando películas eróticas y foto modelaje, trabajando con directores como Henri Pachard, Chuck Vincent, y Dave Darby. Sus primeras dos películas fueron filmadas el mismo fin de semana.
En 1986, Rae cambió su apariencia, empezó a perder peso, se tiñó el pelo de color rubio, y empezó a tener más trabajo a través de un agente de la costa oeste. Con ello, alcanzó la cima de su éxito, cuando la revista Hustler se refirió a ella como una de las cuatro grandes del porno, (junto con Traci Lords, Ginger Lynn y Amber Lynn). Rae siguió viviendo en su hogar en Pensilvania, a veces volaba hacia la costa oeste para rodar algunas escenas, hasta que finalmente se fue a vivir a Los Ángeles, California en 1988. Rae dejó la industria del porno en 1993.